# Andy Warhol
Andrew Warhola, dit Andy Warhol [ˈændi ˈwɔːrhɒl], né le 6 août 1928 à Pittsburgh en Pennsylvanie et mort le 22 février 1987 à New York, est un artiste américain et l'un des principaux représentants du pop art.
Warhol est connu dans le monde entier pour son travail de peintre, de producteur musical, d'auteur, de réalisateur de films d'avant-garde, ainsi que par ses liens avec les intellectuels, les célébrités de Hollywood ou les aristocrates. Bien que son travail reste controversé, il a été le sujet de multiples expositions, de livres, et de films depuis sa mort. Il est généralement reconnu comme l'un des plus grands artistes du XXe siècle.

## Biographie

### Jeunesse et études
Andy Warhol, de son vrai nom Andrew Warhola, Jr, est né de parents ruthènes originaires du village de Miková au nord-est de l'actuelle Slovaquie alors partie de l'Autriche-Hongrie. Il est le quatrième fils de la famille (le cadet décédera avant d’emménager aux États-Unis). Son père, Ondrej Varhola, américanisé en Andrew Warhola, Sr. (1889-1942), émigre aux États-Unis en 1914, alors que sa mère, Julia (née Zavacká, 1892-1972), n'arrive qu'en 1921, après la mort de ses parents. Dans un entretien accordé à László Károly, les deux frères d'Andy, Paul et John, racontent que leur mère n'avait jamais appris l'anglais et parlait un mélange de hongrois et de rusyn. Andrew Warhola travaille alors en tant que mineur de charbon. La famille vit au 55 Beleen Street, et plus tard au 3252 Dawson Street à Oakland (en), une localité proche de Pittsburgh. L'enfance pauvre d'Andy a été modelée par l'environnement pollué de cette banlieue, les privations de sa famille qui souffre de la Grande Dépression, mais aussi par l'iconographie byzantine dans laquelle baigne la famille Warhola chrétienne membre de l'Église grecque-catholique ruthène très pratiquante. En 1933, il commence sa scolarité à l'école primaire où il se sent mal-aimé. Atteint de chorée de Sydenham, en 1937, il reste souvent alité ; soigné par sa mère, il dessine, écoute la radio et collectionne des photos de stars de cinéma. Warhol décrira plus tard, l'importance de cette période pour son développement personnel et celui de ses goûts. En mai 1942, Andrew, son père meurt après trois ans de maladie, son fils n'a que 14 ans. La scolarité d'Andrew se clôt en 1945 avec la remise du diplôme d'études secondaires.

### Début de carrière
Entre 1945 et 1949, Andy étudie au Carnegie Institute of Technology de Pittsburgh où il obtient un Bachelor of Fine Arts (baccalauréat universitaire). C'est au cours de ses études qu'il adopte la technique du dessin tamponné. À l'été 1949, il s'installe à New York, et cette même année, commence à travailler comme dessinateur publicitaire pour le magazine Glamour, à cette occasion apparaît pour la première fois son nom simplifié en Andy Warhol. Il travaille ensuite pour Vogue, et pour Harper's Bazaar et crée ses premiers croquis pour le fabricant de chaussures I. Miller ; il décore aussi des vitrines pour le grand magasin Bronwit Teller. Rêvant de devenir artiste, il traîne souvent dans le bar-restaurant Serendipity 3 (en) fréquenté par des artistes comme Marilyn Monroe, il est remarqué par le patron qui accepte d'accrocher ses premiers dessins.
C'est en 1952 qu'a lieu sa première exposition personnelle à la Hugo Gallery (en) (New York) dirigée par Alexandre Iolas. Entre 1953 et 1955, Andy devient créateur de costumes dans une troupe de théâtre, il s'affuble alors de la perruque couleur platine qui va le caractériser. Il ne cessa de mener cette double vie : « J'ai commencé dans l'art commercial et je veux terminer avec une entreprise d'art... être bon en affaire, c'est la forme d'art la plus fascinante... gagner de l'argent est un art, travailler est un art, et les affaires bien conduites sont le plus grand des arts » dit-il. En 1954, sa première exposition à la Loft Gallery de New York a lieu. En 1955, il réalise bon nombre de publicités, allant même jusqu'à fabriquer des cartes de Noël pour divers magasins, comme Tiffany's. Certaines de ces cartes de Noël sont disponibles dans le livre Greetings from Andy (Warhol) Christmas at Tiffany's. En 1956, une exposition exclusive a lieu à la Bodley Gallery, de plus il expose aussi sur Madison Avenue. Durant cette même année, il fait le tour du monde. Sa publicité pour Miller obtient la médaille du Thirty Fifth Annual Art Director's Club Award's. En 1957, il obtient un autre prix pour ses publicités, l'Art Director's Club medal. Il fonde la même année une société gérant les commandes publicitaires. Il sera l'égérie publicitaire de la marque Vidal Sassoon, en posant pour une publicité pour de la laque en 1985.

### Vie amoureuse
Andy Warhol affiche ouvertement son homosexualité. En 1968, il rencontre Jed Johnson alors que ce dernier livre un télégramme dans l'atelier de l'artiste. Johnson, alors âgé de 19 ans, commence à faire des petits boulots pour Warhol, qui a 20 ans de plus que lui. Après que Warhol a été victime d'un tir de Valérie Solanas le 3 juin 1968, Johnson le soigne. La même année, ils entament une relation amoureuse qui durera 12 ans. Johnson apprend seul à monter des films et travaille sur certains films de Warhol. Johnson réalise Bad, le dernier film produit par son amant. Le couple partage deux teckels, Archie et Amos. Johnson décore leur maison et devient un architecte d'intérieur à succès. Le côté fêtard de Warhol prend le dessus, ce qui contribue à la rupture de leur relation. 
Peu de temps après, Warhol rencontre Jon Gould (en), un producteur de Paramount, de qui il tombe rapidement amoureux. Gould ne révèle pas son orientation sexuelle et nie avoir eu une relation amoureuse avec Warhol. En 1984, Jon doit se rendre d'urgence à l'hôpital pour une pneumonie (il s'agit en fait d'un langage codé pour dire SIDA). Malgré sa phobie des hôpitaux, Warhol rend régulièrement visite à Gould pendant son hospitalisation. Lorsque Gould déménage en Californie en 1985, sa relation avec Warhol prend fin. Jon meurt de complications liées au sida en 1986.

### Années 1960
En février-mai 1961, Warhol réalise ses cinq premiers tableaux (Advertisement, Before and After, Little King, Saturday's Popeye et Superman) inspirés des comics, dont il expose la plupart dans la semaine du 11 ou du 18 avril 1961 à la devanture du magasin Bonwit Teller qui l'employait pour des illustrations commerciales ; tandis que Roy Lichtenstein présentera ses premiers comics (Girl with ball) le 22 septembre 1961, lors d'une exposition collective de la galerie Léo Castelli, après avoir réalisé sa première œuvre de ce type, Look Mickey, fin juin 1961. Il est d'ailleurs possible que Lichtenstein ait vu en avril les œuvres de Warhol exposées chez Bonwit Teller, voire que tous deux aient été stimulés par celles des artistes de l'avant-garde européenne exposés à New York en 1960 et 1961, notamment à l'exposition « New Forms - New Media » tenue à la « Martha Jackson Gallery », du 6 au 24 juin et du 28 septembre au 22 octobre 1960 ; tandis que James Rosenquist réalise ses premières peintures pop dès 1960.
Fin 1961, Irving Blum de la Ferus Gallery de Los Angeles, qui vit probablement les œuvres de Lichtenstein lors de l'exposition collective de septembre 1961 chez Castelli, visita l'atelier de Warhol sur les conseils de David Herbert qui travaillait notamment pour Betty Parsons et la Sidney Janis Gallery. Puis après une autre visite chez Castelli et de l'atelier de Warhol en mai 1962, au cours de laquelle ce dernier lui présente sa nouvelle série de Campbell's Soup Can initiée en février 1962, Blum décide immédiatement de l'exposer sur la côte Ouest. Blum déclara plus tard avoir été également chez Castelli juste avant l'exposition personnelle que ce dernier consacra ensuite à Lichtenstein le 10 février 1962 et avoir eu sa première rencontre avec Warhol six mois plus tôt, ce qui placerait la première visite de son atelier au moment même de l'exposition collective chez Castelli de septembre 1961. Une lettre de Blum à Warhol datée du 9 juin 1962 fixa les dates de sa première exposition collective en qualité d'artiste peintre, présentant 32 Campbell's Soup can, à la Ferus Gallery, du 9 juillet au 1er août 1962, après que plusieurs d’entre elles aient été retournées en juin à l'artiste par la Martha Jackson Gallery de New York.
La même année, Warhol, qui y expose à nouveau des Campbell's Soup Can, participe avec Roy Lichtenstein et des artistes français (Yves Klein décédé 5 mois plus tôt, Niki de Saint Phalle, etc), italiens, anglais et suédois à la première manifestation majeure du Pop Art aux États-Unis, organisée en commun avec le mouvement Nouveau réalisme et intitulée The New Realists, tenue du 31 octobre au 1er décembre 1962 à la Sidney Janis Gallery de New York. Cette exposition faisait notamment écho à l’exposition « Motion in Vision - Vision in Motion » réunissant l'avant-garde européenne du Groupe ZERO, organisée par Tinguely au printemps 1959 à Anvers, suivie de celle tenue au Stedelijk Museum d'Amsterdam en mars 1962. Comme en 1960, lors de l'exposition « New forms - New Media », des œuvres de Klein sont notamment présentées à l'exposition The New Realists, à la suite de son propre séjour à New York en avril 1961 pour son exposition Yves Klein le Monochrome tenue du 11 au 29 avril 1961 à la Galerie Leo Castelli, mais où il sera amené, face à l'accueil hostile non seulement de la critique mais aussi des artistes américains, à justifier sa démarche par le Manifeste de l’hôtel Chelsea, exposition reprise du 29 mai au 24 juin 1961 à la Dwan Gallery de Los Angeles, où Irvin Blum l'a probablement également vue.
En mars 1962, Warhol peint ses premiers Dollars en utilisant la sérigraphie, procédé technique qu'il intègre à l'univers du Pop art. Il compose aussi ses premières séries sur les stars américaines, comme Marilyn Monroe et Elvis Presley, à l'aide de ce nouveau procédé artistique. Warhol démocratise l'art grâce à la sérigraphie; il est maintenant possible de multiplier une œuvre pour les vendre à petit prix, ce qui contribue directement à la consommation de masse. Sa première exposition personnelle a lieu à la Eleanor Ward Stable Gallery à New York du 6 au 24 novembre 1962.
L'artiste commence ses séries sur la mort et sur les catastrophes. Puis, à la suite d'une commande du magazine Harper's Bazaar, il entreprend une série de portraits d'acteurs, célébrités, musiciens et personnages du monde de l'art en les faisant poser dans un Photomaton. En janvier 1964, Warhol ouvre la Factory dans un loft sur la 47e rue. Il s'agit d'un atelier artistique où travail et plaisir ne font qu'un: puisque Warhol est un grand fêtard, il s'en sert à la fois comme studio d'enregistrement pour ses œuvres cinématographiques et comme endroit pour faire la fête avec son entourage. C'est là qu'il tourne plusieurs films expérimentaux, largement improvisés, sans sujet ni scénario. À la manière de ses toiles, ces films procèdent par la duplication d'un même motif, comme dans Sleep (tourné dans l'appartement de Giorno), où l'on voit le poète John Giorno dans son sommeil pendant cinq heures et 21 minutes : Warhol filme à l'aide d'une caméra Bolex film 16 mm (bobines noir et blanc de 30 mètres) des plans fixes de son modèle dans des axes de prise de vue différents, ces plans muets étant dupliqués,.
De mai à juin 1963, les autorités américaines présentent pour la première fois en Europe, à l'American Center de Paris, l'exposition « De A à Z » regroupant 31 artistes de la jeune scène américaine du Pop art, dont Warhol, Lichtenstein, etc. En 1964 a lieu sa première exposition personnelle en Europe. Pour l'Exposition universelle de New York, Warhol crée le panneau mural Thirteen Most Wanted Men, œuvre qui devra être recouverte d'un drap noir car cette toile, représentant des criminels, est choquante à l'époque. Il commence ses sérigraphies en 3D en reproduisant des boîtes de ketchup Heinz ou de tampons à récurer Brillo (en).
En 1965, il annonce officiellement qu'il abandonne l'art pictural pour des œuvres cinématographiques, mais n'arrêtera jamais en fait. Entre 1966 et 1968 son importante production cinématographique conjuguée au soutien pour le Velvet Underground, font de lui un artiste complet. Il découvre le Velvet en décembre 1965 et en devient le producteur,. Le groupe se produit souvent à la Factory. En 1968, la Factory déménage au 33 Union Square West.

### Tentative d'assassinat
Le 3 juin 1968, il échappe de peu à la mort quand Valerie Solanas, militante féministe, qui avait confié le manuscrit d'une pièce de théâtre à Warhol (celui-ci jugea la pièce trop obscène et perdit la seule copie existante), vide le chargeur d’un pistolet sur lui dans le hall de la Factory. Les coups tirés lui transpercent le poumon, la rate, l'estomac, le foie et l'œsophage. Elle tire aussi sur le critique d'art et compagnon d'Andy, Mario Amaya, et essaie également de tuer son impresario, Fred Hughes, avant que l'arme ne s'enraye. Ces trois tentatives d'assassinat traduisent le manque de fiabilité, de même que l'instabilité et la folie mentale de Solanas. Déclaré pendant un temps cliniquement mort, Warhol s'en tire de justesse, mais il ne récupérera jamais vraiment et devra porter un corset jusqu'à la fin de ses jours. Solanas assure elle-même sa défense et plaide coupable à son procès. Elle est condamnée à trois ans de prison. Warhol a refusé de témoigner contre elle.
Cette tentative d'assassinat a une profonde répercussion sur la vie de Warhol – qui décide de renforcer la sécurité de la Factory – et sur son art.

### Années 1970

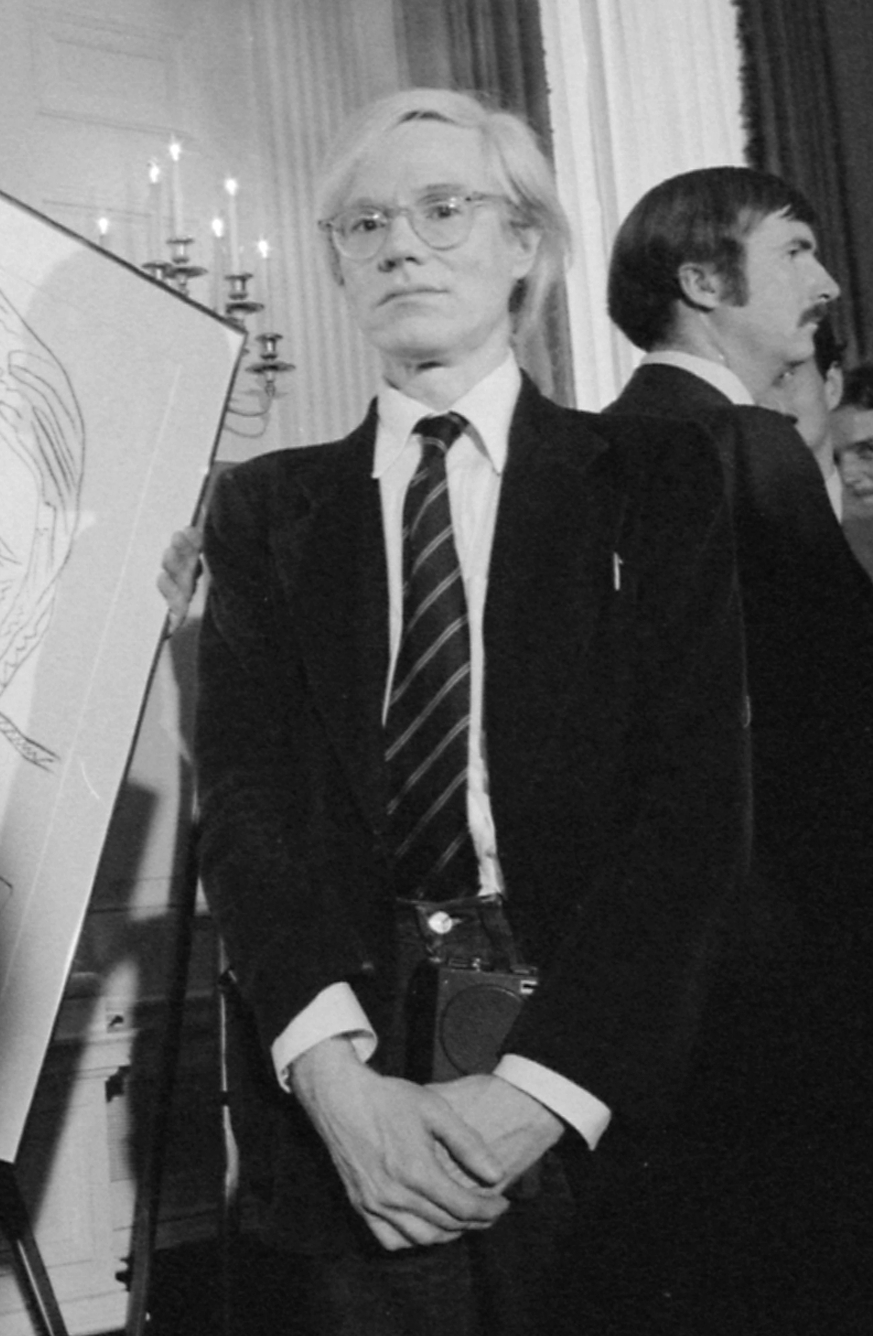
Andy Warhol en 1977.

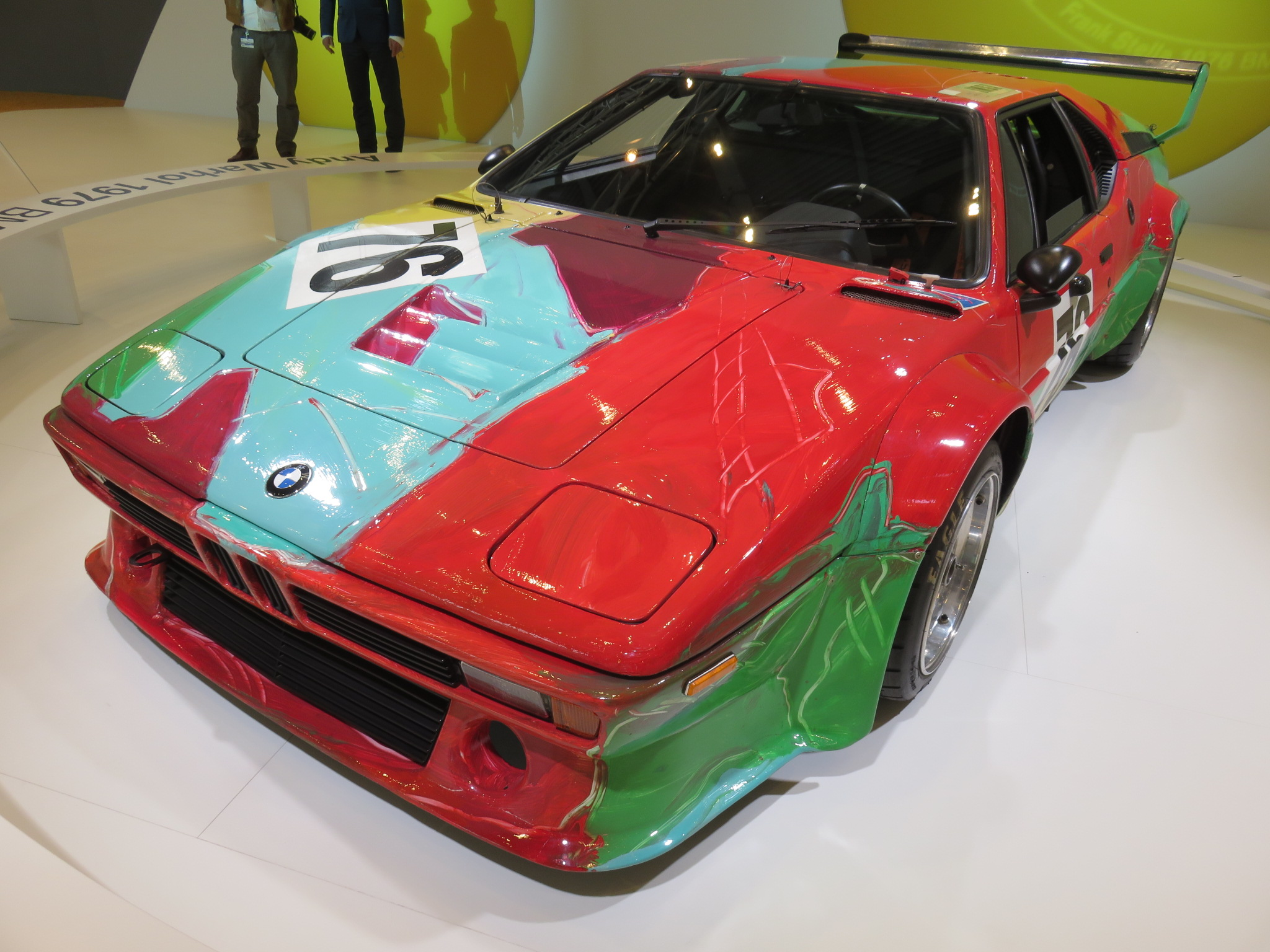
BMW Art car Warhol 1979 (BMW M1 Gr.4 des 24 Heures du Mans 1979 pour le pilote Hervé Poulain).

En 1969, baignant à la fois dans le milieu underground et VIP de l'époque, Warhol publie les premiers exemplaires de son magazine Interview, créé avec Gerard Malanga, avec des articles illustrés sur les célébrités du moment, qui influencera notablement le monde de la presse et dont la toute première version trimestrielle des Inrockuptibles reprendra le concept. Durant les années 1969 et 1972, il réalise quelques œuvres sur commande, pour des amis ou des directeurs de galerie.
En 1972, il fait un retour à la peinture avec des portraits sérigraphiés, comme ceux de Mao Zedong, tableaux retouchés de manière très gestuelle tout en réalisant des œuvres d'art abstrait et en utilisant la peinture à l'oxydation. Warhol est alors submergé par les commandes. Parmi celles-ci, il a peint une œuvre en 1975 représentant le visage du propriétaire du domaine viticole Mouton Rothschild en accentuant certains traits de son visage avec des couleurs. Cette œuvre a eu droit à sa place sur une étiquette de vin écoulé à plus de 250 000 bouteilles.
En 1976, les séries Skulls et Still Life (marteaux et faucilles) sont produites.
Aussi durant les années 1970, Warhol élabore une série nommé Rétrospectives et reversement, où il reprend les motifs les plus connus de son œuvre (Campbell's Soup, U.S. dollar Sign, flowers...), et inverse parfois les couleurs, en les mettant en négatif. Cents cinquantes Marilyn multicolores (1979, musée Guggenheim de Bilbao) illustre particulièrement cette série, où la figure de Marilyn Monroe est reproduite et mise en négatif, lui conférant un aspect fantomatique.

### Années 1980
Entre 1979 et 1981, il est l'invité du collectionneur et galeriste napolitain Lucio Amelio (1921-1994) : ce dernier lui fait rencontrer à Naples Joseph Beuys, puis, il compose une suite de 14 toiles autour du Vésuve et trois tableaux pour l'exposition « Terrae Motus » (1984), où 66 artistes furent invités à créer des œuvres en hommage aux victimes du tremblement de terre de novembre 1980.
Durant l'année 1980, Warhol produit des clips vidéos et ouvre la chaîne de télévision câblée Andy Warhol TV. Il fait aussi paraître le livre POPsim, The Warhol's 60s.
Entre 1982 et 1986, il réalise les dernières séries reprenant des peintures célèbres, comme la Naissance de Vénus de Botticelli ou La Cène de Vinci. En 1986 viennent les derniers Selfportraits et la série de portraits de Lénine. La crise du sida dans la communauté gay de l'époque a influencé le travail de l'artiste dans ses dernières années ; il entame une série sur La Cène de Léonard de Vinci, faisant référence à la maladie.
C'est également durant ces années qu'Andy Warhol fait la connaissance de Jean-Michel Basquiat et Keith Haring, deux jeunes artistes graffiteurs de rue à New York, qu'il décide de porter sous son aile en faisant d'eux ses protégés. Il les sortira tous deux de la rue en les rendant célèbres durant cette même décennie.

### Mort

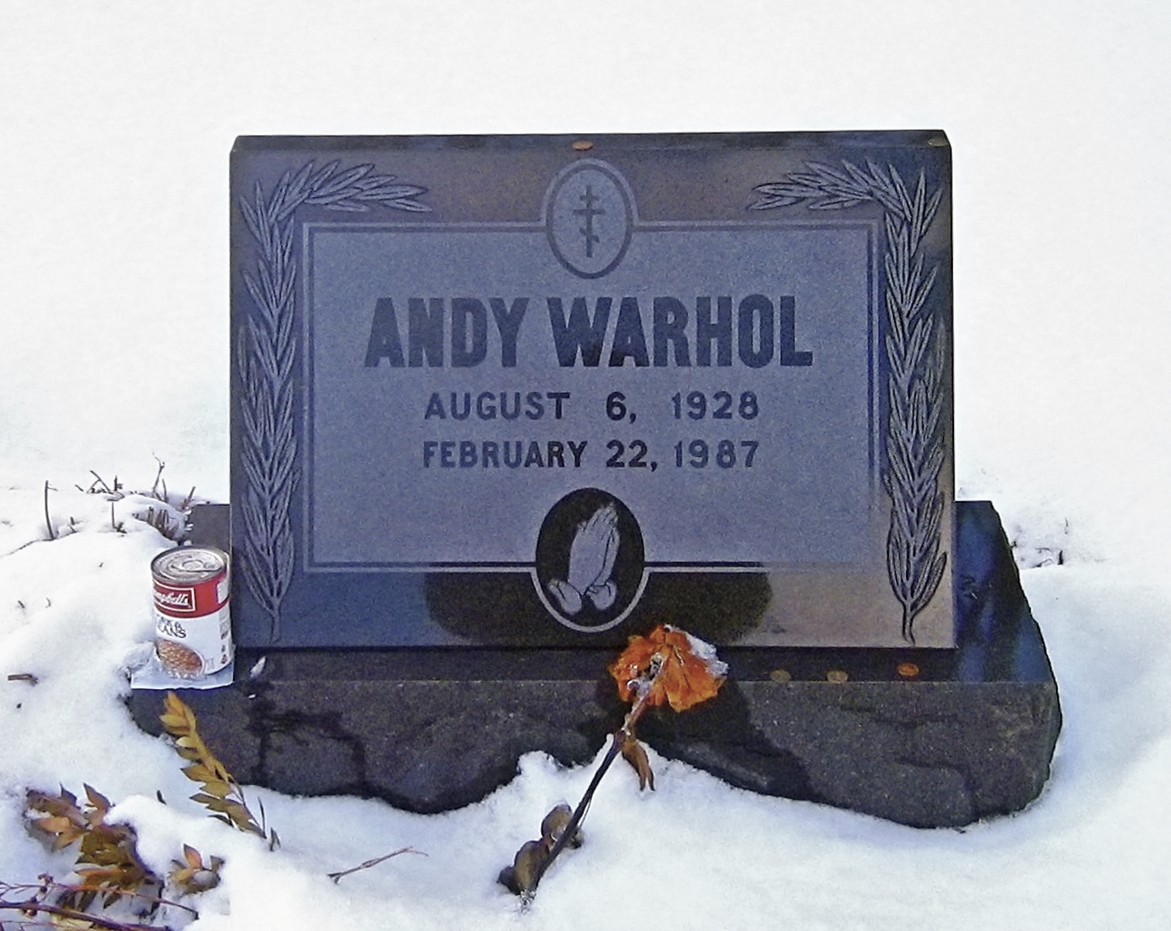
Pierre tombale d'Andy Warhol

Après avoir longtemps repoussé une opération de la vésicule biliaire qui avait été à l'origine de la mort de son père, Andy Warhol subit cette intervention banale au New York Hospital le 21 février 1987. Il semble bien s'en remettre, mais il meurt dans son sommeil d'une attaque cardiaque le 22 février 1987 à New York, probablement victime de ses excès (prise régulière de produits anorexigènes pour perdre du poids mais aussi d'amphétamines comme l'obetrol (en) pour réduire le sommeil). Sa mort est prononcée à 6 h 31.

## Œuvres
Au début des années 1960, Andy Warhol, publicitaire reconnu, utilise dans ses dessins publicitaires une technique directe : dessinant ses créations sur du papier hydrofuge, il repasse les contours d'encre encore humide sur des feuilles de papier absorbant, sur le principe du buvard. À cette époque, beaucoup d'artistes peintres sont aussi illustrateurs publicitaires, mais le font discrètement. Warhol, par contre, est tellement connu en tant que dessinateur publicitaire que le reste de son travail artistique n'est pas pris au sérieux.
Il présente dans une galerie quelques-unes de ses œuvres, utilisant ces techniques, mais c'est un échec. Reconsidérant son travail alimentaire et son travail de peintre, plutôt que de les opposer, il pense à les réunir. Il a l'idée d'élever les images de la culture populaire au rang de l'art élitiste, rejoignant ainsi les artistes du pop art, mouvement lancé à Londres au milieu des années 1950 par Richard Hamilton et Eduardo Paolozzi, qui l'expérimentent indépendamment les uns des autres. Si Roy Lichtenstein et Jasper Johns en sont les pionniers, Andy Warhol sera le Pope of the Pop, le « pape du pop » et en est considéré comme le maître.
En 1963, il adopte la technique qu'il utilisera pour ses œuvres les plus célèbres : la photographie sérigraphiée sur toile. Les photographies simplifiées en noir et blanc, sans gris, sont imprimées en sérigraphie sur la toile peinte de grands aplats de couleurs. Le motif est parfois reproduit plusieurs fois sur la toile, comme un motif de papier peint. C'est le stéréotype du pop art :

« Grâce au procédé sérigraphique, qui laisse la trace de la trame lors de l'impression, Warhol restitue un aspect essentiel des documents qu'il utilise : leur nature d'images déjà imprimées et divulguées par la grande presse, leur nature de cliché, dans tous les sens du mot et en fin de parcours, en les transposant sur la toile, l'artiste accentue encore l'aspect cliché de ces images et la multiplication achève de leur faire perdre leur sens. »

Les motifs de prédilection seront des noms de marques déposées, le symbole du dollar, les visages de célébrités. Le ton, à la fois populaire et iconoclaste, s'inspire de la culture populaire. Le thème des Comics, qui avait d'abord intéressé l'artiste, était déjà pris par le peintre Roy Lichtenstein qui en avait fait sa marque de fabrique. Jasper Johns avait choisi la typographie. Pour se démarquer, Warhol comprit qu'il devait lui aussi trouver sa marque. Ses amis lui conseillèrent de peindre ce qu'il adorait le plus. Ainsi, pour sa première exposition majeure, il choisit de représenter les conserves de Campbell's Soup. Les boîtes de Campbell's Soup ouvertes ou neuves, rouillées, aux étiquettes déchirées, uniques ou multipliées, en séries, en damiers, seront le thème récurrent de Warhol.
Chez Warhol, l'image, son pouvoir au sein de la société de consommation, est en lien avec la mort. La répétition de la figure se rapporte souvent à son exténuation. Le choix des sujets est en rapport avec cette obsession de la mort, y compris pour les toiles célèbres sérigraphiées de Marilyn Monroe (peintes après sa mort, notamment les Diptyque Marilyn) ou de Liz Taylor (peinte alors que l'actrice était gravement malade), icônes reproductibles à l'infini qui deviennent des images de consommation. Dans les dernières années de son œuvre, Warhol presque peintre officiel, appliquera son style à de nombreux portraits de commande, tout en continuant à expérimenter d'autres techniques picturales dans ses séries Shadows, Oxydation paintings, et ses reprises de toiles de Botticelli ou de Léonard de Vinci[réf. nécessaire].

### Œuvres plastiques (liste non exhaustive)
- 1959 : Lips stamped
- 1962 :

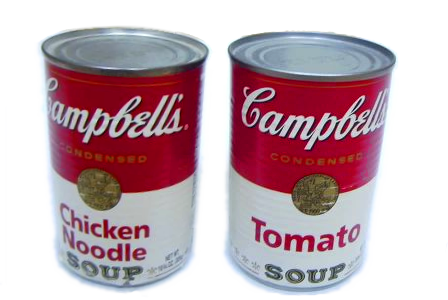
Boîtes de soupes Campbell's, motif majeur dans l'œuvre de Warhol.

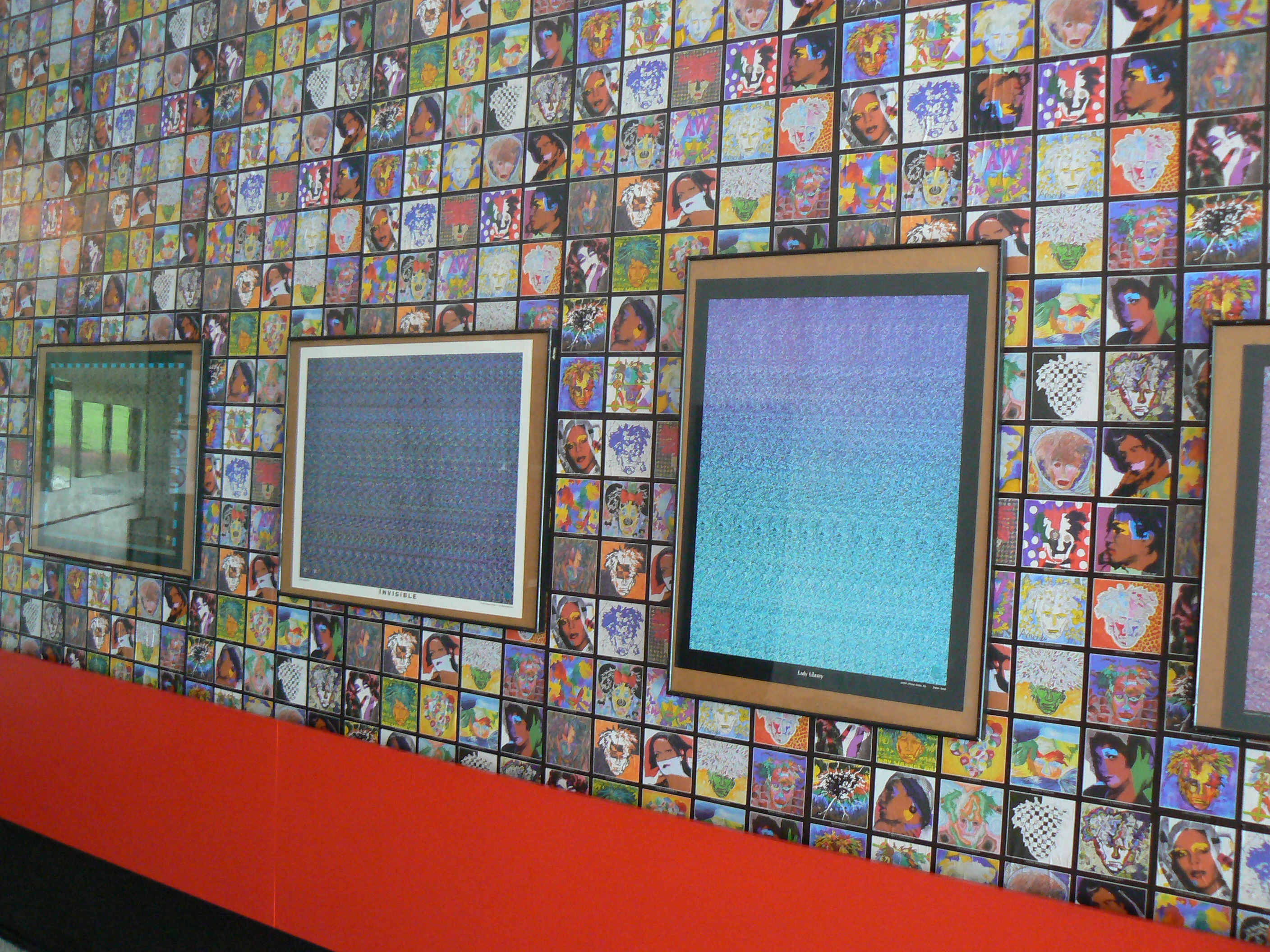
Œuvres au Museum Andy Warhol de Medzilaborce

  - 129 Die in Jet! (Plane Crash) / 129 morts (catastrophe aérienne), au musée Ludwig, à Cologne.
  - Campbell's Soup Cans (Chicken with Rice, Bean with Bacon), au Museum Abteiberg, à Mönchengladbach.
  - Diptyque Marilyn
  - Two Dollars Bills (Front and Rear) / 80 billets de deux dollars (recto et verso), au musée Ludwig, à Cologne.
  - Close Cover before Striking (Pepsi-Cola) / Refermer avant d'allumer (Pepsi Cola), au musée Ludwig, à Cologne.
  - Do it Yourself (Landscape) / Modèle pour peintres amateurs (paysage), au musée Ludwig, à Cologne.
  - Peach Halves, à la Staatsgalerie, à Stuttgart.
  - Green Coca-Cola Bottles, au Whitney Museum of American Art, à New York.
  - Marilyn Monroe's Lips, au Hirshhorn Museum and Sculpture Garden, à Washington
  - The Twenty-Five Marilyns, au Moderna Museet, à Stockholm.
  - Big Torn Campbell's Soup Can, collection privée.
  - Do-It-Yourself (Flowers), collection privée.
  - 200 one dollar bills / 200 billets de un dollar
  - Triple Elvis, musée d'Art moderne de San Francisco, à San Francisco.
  - Blue Liz as Cleopatra, collection Daros, Zurich.
  - Silver Liz as Cleopatra, collection privée.
  - 100 Cans, galerie d'art Albright-Knox, à Buffalo.
- 1963 :
  - Orange Car Crash 10 Times, au Museum Moderner Kunst, à Vienne.
  - Green Car Crash
  - Two Elvis / Double Elvis, au musée Ludwig, à Cologne.
  - Red Race Riot / Émeute raciale rouge, au musée Ludwig, à Cologne.
  - Most Wanted Man No.10, Louis M., au Museum Abteiberg, à Mönchengladbach.
  - Bellevue II, au Stedelijk Museum, à Amsterdam.
  - Tunafish Disaster, dans la collection Saatchi, à Londres.
  - Silver Car Crash (Double Disaster), collection privée.
  - Double Silver Disaster, collection privée.
  - Marilyn
  - Colored Mona Lisa
  - Ten Lizes
  - Jackie, musée de Grenoble
  - Ethel Scull 36 Times

- 1964 :

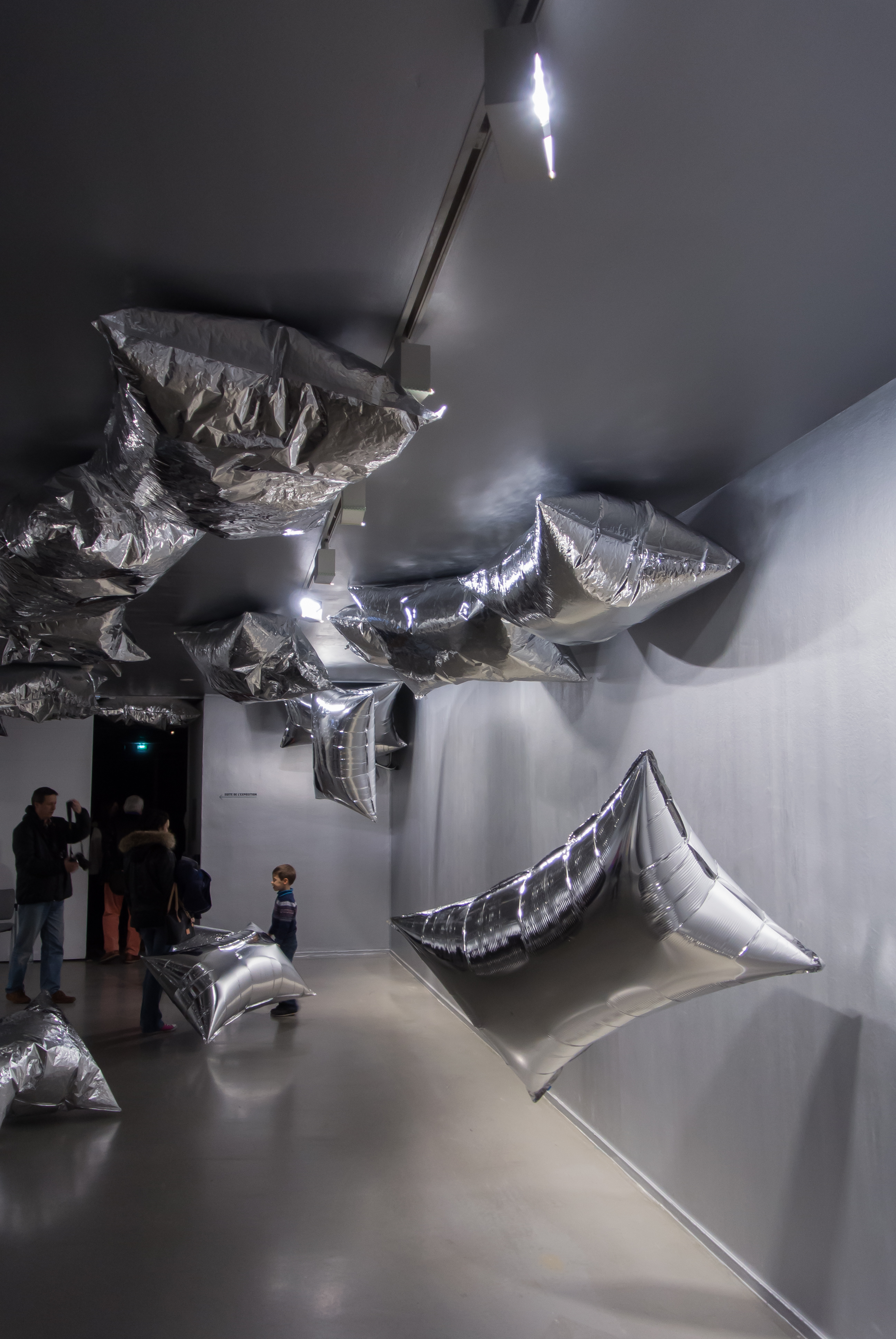
Reproduction des Silver Clouds au Musée d'art moderne de la ville de Paris en décembre 2015. Exposition Warhol Unlimited.

  - Jackie, Triptyque, Museum Ludwig, Cologne
  - Boxes / Boîtes, au Musée Ludwig, à Cologne.
  - Flowers / Fleurs, au Musée Ludwig, à Cologne.
  - Single Elvis, au Ludwig Múzeum, à Budapest.
  - Car Crash, sérigraphie sur toile, Galleria Civica d'arte moderna, Turin
  - Brillo, Del Monte and Heinz boxes piled on top of one another, collection privée.
  - Thirteen Most Wanted Men
  - série de 5 Marilyn dont les Shot Marilyns (en)
- 1965 : Liz, collection privée.
- 1966 : Flowers, 2005, pour 6,09 millions d'euros (quatre pièces de 90 × 90 cm sérigraphiées comptant parmi la collection d'œuvres d'art contemporain de la Société générale[35])
- 1967 :
  - Self-Portrait, dans la Collection Saatchi, à Londres.
  - 10 Marilyn
- 1968 :
  - Campbell's Soup I, collection Frac Bourgogne, à Dijon
  - Campbell's Soup Can, à la Neue Galerie : Sammlung Ludwig, à Aix-la-Chapelle.
  - Big Electric Chair
- 1970 : Flowers, au Museum Moderner Kunst, à Vienne.
- 1972 : Mao Zedong
- 1973 : Mao Zedong
- 1975 : Mick Jagger, Neue Galerie — Sammlung Ludwig, Aix-la-Chapelle
- 1979 : Cent cinquante Marilyn, musée Guggenheim de Bilbao
- 1981 : U.S. Dollar Sign
- 1983 : Yarn Painting, à la Kunsthalle de Bielefeld.
- 1984 : Grace Kelly
- 1985 : Taxi, 45th/Broadway
- 1986 :
  - Joseph Beuys, galerie Bernd Klüser, Munich
  - Sixty Cènes
- 1987 : Camouflage II, Lenox Museum Board.

Les sérigraphies d'Andy Warhol ont orné de nombreuses pochettes de disque, les plus célèbres sont la banane pelable du premier disque des Velvet Underground, The Velvet Underground & Nico (1967), et celle de l'album Sticky Fingers des Rolling Stones (1971), le haut d'un jean porté par un homme, dont on peut ouvrir la braguette...

### Capsules temporelles
Entre 1974 et 1987, Warhol collectionne toutes sortes d'objets éphémères de sa vie quotidienne dont il n'a plus l'utilité dans son atelier — correspondance, journaux, souvenirs, objets d'enfance, billets d'avion, même utilisés, nourriture, etc. — qu'il scelle dans de simples boîtes en carton ondulé, les « time capsule » (capsule temporelle). À sa mort, il a ainsi collecté 612 « capsules » datées individuellement, actuellement conservées au Andy Warhol Museum of Pittsburgh (Pennsylvanie),.

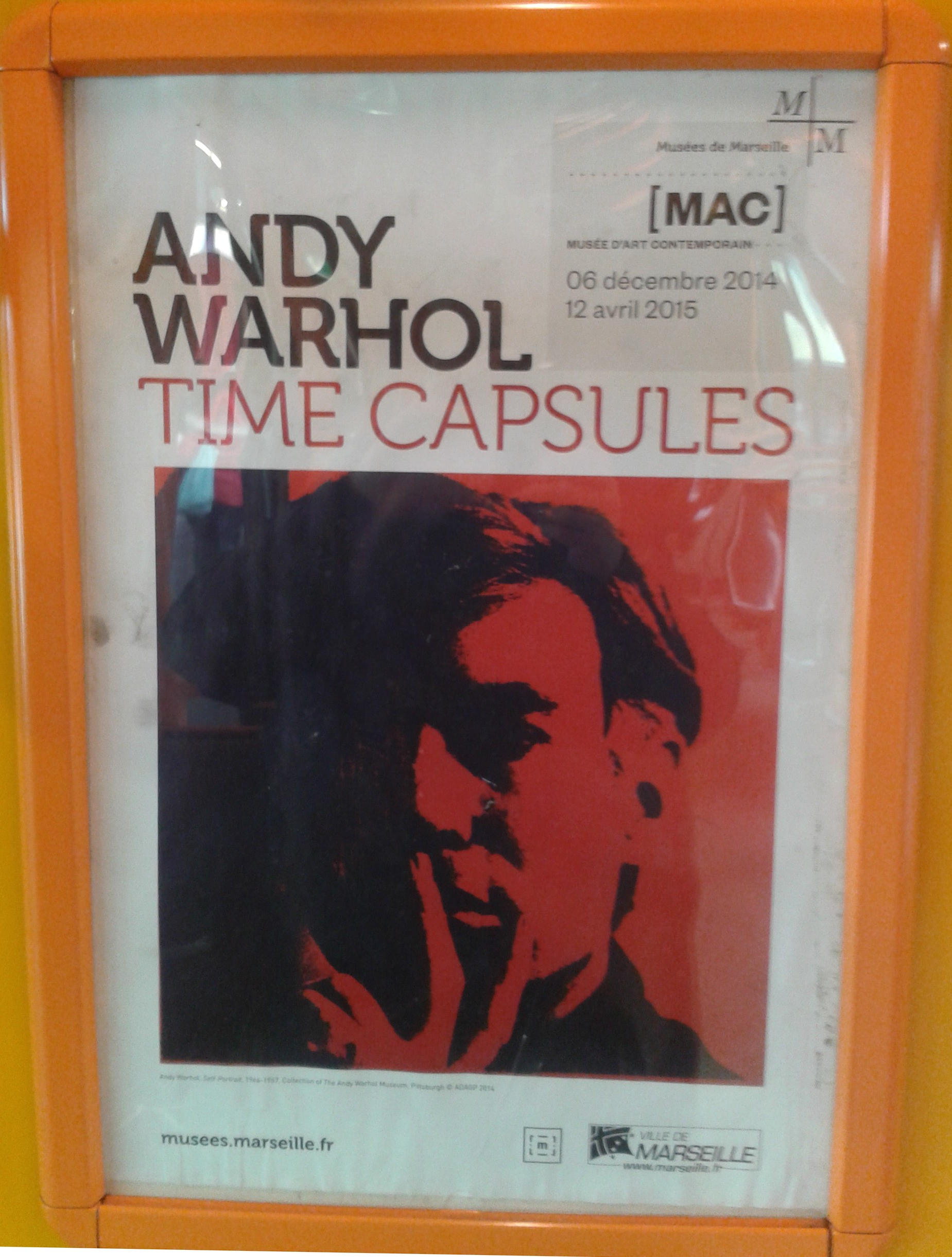
Affiche de l'exposition Time Capsules
à Marseille (MAC)
6 décembre 2014-12 avril 2015

### Filmographie
Au moment du décès de l'artiste, des milliers de films ont été retrouvés à son domicile, son atelier et autres lieux de travail. Ils s'ajoutent à son travail comme réalisateur, production et acteur dans la constitution de son catalogue raisonné, un projet mené conjointement par The Andy Warhol Foundation for the Visual Arts, le MoMA et le Whitney Museum of American Art.

#### Comme réalisateur
| - 1963 : Sleep (5 heures et 21 minutes) - 1963 : Naomi's Birthday Party - 1963 : Kiss (en) - 1963 : Haircut - 1963 : Eat - 1963 : Blow Job - 1964 : Whips and Women - 1964 : The Thirteen Most Beautiful Boys (de) - 1964 : Tarzan and Jane Regained... Sort of (de) - 1964 : Naomi and Rufus Kiss - 1964 : Messy Lives - 1964 : Mario Banana II - 1964 : Mario Banana I - 1964 : Lips - 1964 : The End of Dawn - 1964 : Empire (8 heures) - 1964 : Drunk - 1964 : Couch (en) - 1964 : Clockwork - 1964 : Batman Dracula - 1964 : The 13 Most Beautiful Women (de) - 1965 : Vinyl (en) - 1965 : Taylor Mead's Ass (en) - 1965 : Space (en) - 1965 : Restaurant - 1965 : Poor Little Rich Girl - 1965 : My Hustler (en) - 1965 : The Life of Juanita Castro (en) - 1965 : Kitchen (en) - 1965 : Horse (en) - 1965 : Harlot (en) - 1965 : Camp (en) - 1965 : Bitch - 1965 : Screen Test#1 | - 1965 : Screen Test#2 - 1965 : Screen Test - 1965 : Beauty No. 2 (en) - 1966 : Superboy - 1966 : Sunset - 1966 : Shower - 1966 : Screen Test#4 - 1966 : Screen Test#3 - 1966 : Salvador Dalí (en) - 1966 : Milk - 1966 : Lupe - 1966 : Kiss the Boot - 1966 : Hedy - 1966 : Chelsea Girls - 1966 : Ari and Mario - 1966 : The Velvet Underground and Nico - 1966 : Outer and Inner Space - 1966 : More Milk, Evette (en) - 1966 : The Beard - 1966 : The Closet - 1967 : Tub Girls (en) - 1967 : Tiger Morse - 1967 : The Andy Warhol Story (en) - 1967 : I, a Man - 1967 : Bike Boy (en) - 1967 : The Nude Restaurant (en) - 1967 : Imitation of Christ - 1967 : Four Stars (25 heures) - 1968 : San Diego Surf - 1968 : The Loves of Ondine - 1969 : Lonesome Cowboys - 1969 : Blue Movie - 1973 : L'Amour - 1984 : The Cars : Heartbeat City (vidéo) |

#### Comme producteur
| - 1963 : i love babbee! - 1964 : Tarzan and Jane Regained... Sort of - 1964 : Mario Banana I - 1964 : Empire - 1964 : Couch - 1964 : Batman Dracula - 1965 : Dirt - 1965 : Camp - 1965 : Screen Test#1 - 1965 : Screen Test#2 - 1965 : Screen Test - 1966 : Superboy - 1966 : Sunset - 1966 : Screen Test#4 - 1966 : Screen Test#3 - 1966 : Salvador Dalí - 1966 : Hedy - 1966 : Chelsea Girls - 1966 : Ari and Mario | - 1966 : The Velvet Underground and Nico - 1966 : The Closet - 1967 : Bike Boy - 1967 : The Nude Restaurant - 1967 : Imitation of Christ - 1967 : Four Stars - 1968 : San Diego Surf - 1968 : Flesh de Paul Morrissey - 1969 : Blue Movie - 1970 : Trash de Paul Morrissey - 1971 : Femmes en révolte (Women in Revolt) de Paul Morrissey - 1972 : Heat de Paul Morrissey - 1973 : Chair pour Frankenstein (Flesh for Frankenstein) de Paul Morrissey et Antonio Margheriti - 1974 : Du sang pour Dracula (Blood for Dracula) de Paul Morrissey et Antonio Margheriti - 1977 : Bad (Andy Warhol's Bad) de Jed Johnson - 1980 : Blank Generation - 1981 : Andy Warhol's TV (série TV) - 1985 : 15 minutes (série TV) |

#### Comme directeur de la photographie
| - 1964 : Mario Banana II - 1964 : Mario Banana I - 1965 : My Hustler - 1966 : Superboy - 1966 : Sunset - 1966 : Kiss the Boot - 1966 : Hedy | - 1966 : Chelsea Girls - 1966 : The Closet - 1967 : The Nude Restaurant - 1967 : Four Stars - 1969 : Blue Movie - 1971 : Femmes en révolte (Women in Revolt) |

#### Comme acteur
| - 1963 : Normal Love - 1964 : Tarzan and Jane Regained... Sort of - 1965 : Horse - 1966 : Match Girl | - 1967 : The Illiac Passion : Poseidon - 1974 : Identikit : English Lord - 1983 : Portfolio - 1984 : Cars: Heartbeat City (vidéo) : Bartender - 1985 : La croisière s'amuse : lui-même - 1986-1987 : Curiosity Killed The Cat: Misfit (vidéo) |

#### Comme scénariste
| - 1964 : Mario Banana II - 1964 : Mario Banana I - 1966 : Chelsea Girls - 1967 : Bike Boy | - 1967 : The Nude Restaurant - 1967 : Four Stars - 1969 : Blue Movie - 1973 : L'Amour |

#### Comme monteur
- 1967 : The Nude Restaurant
- 1967 : Four Stars

## Musée
- Depuis mai 1994, The Andy Warhol Museum à Pittsburgh expose plus de 10 000 œuvres d'Andy Warhol.
- Le Musée d'art moderne Andy Warhol a été fondé en septembre 1991.

## Marché de l'art: cote de l'artiste
- Un portrait de Mao (208 × 154 cm), peint en 1972, a été vendu pour 17,4 millions de dollars le 15 novembre 2006 par Christie's à New York[40].
- Le 16 mai 2007, l'œuvre Green Car Crash (228,6 × 203,2 cm), peinte en 1963, a été vendue chez Christie's à New York pour 71,7 millions de dollars[41], soit plus de 53 millions d'euros.
- Le premier autoportrait de Warhol, Autoportrait, peint au début des années 1960, a été vendu par Christie's à New York pour 38,44 millions de dollars (plus de 27 millions d'euros) le 11 mai 2011. Le même jour a été vendu Round Jackie pour 3,7 millions de dollars, et Shadow - Red a été adjugée 4,8 millions de dollars[42].

## Dans la culture
- La série télévisée américaine Vinyl (2016) met en scène Andy Warhol, incarné par John Cameron Mitchell, dans les épisodes Yesterday once more » (épisode 2), Whispered secrets (épisode 3) et Cyclone (épisode 6) de la première saison.
- Le film Factory Girl (2006) de George Hickenlooper, raconte les rapports tumultueux de Andy Warhol et Edie Sedgwick qui fut un temps son égérie.
- Dans le film Basquiat de Julian Schnabel, retraçant la vie de Jean-Michel Basquiat, Andy Warhol est incarné par l'acteur et chanteur David Bowie.
- Le livre de John Updike Tu chercheras mon visage évoque Andy Warhol.
- Le Journal fictif d'Andy Warhol, livre de Jérôme Attal, pastiche l'univers de l'artiste et évoque la jeunesse d'Andy Warhol sous un angle littéraire.
- Dans le roman Vies d’Andy (2010), Philippe Lafitte réinvente une nouvelle vie d’Andy Warhol après sa mort supposée, sous les traits d’une femme fuyant les États-Unis pour l’Europe de l’Est, lieu des origines familiales.
- Le groupe de rock dandy, The Dandy Warhols, joue sur son nom en guise d'appellation. Ils sont eux-mêmes très influencés par le groupe Velvet underground avec lequel avait travaillé Warhol.
- Andy Warhol, joué par Crispin Glover, est présent dans le film The Doors de Oliver Stone aux côtés de Val Kilmer interprétant Jim Morrison.
- Dans le film Men in Black 3 de Barry Sonnenfeld (2012), Andy Warhol est présenté comme un agent des Men In Black infiltré dans le milieu de la pop et de la mode, qui lui-même n'est peuplé que d'extraterrestres.
- Dans le jeu Les Sims Superstar, Andy Warhol est une des stars que l'on peut trouver sur les terrains communautaires.
- Le chanteur David Bowie lui consacre une chanson sur son album Hunky Dory.
- Il fait une apparition dans le film Bad Georgia Road en 1976[43].
- En 1990, Lou Reed et John Cale (anciens membres du Velvet Underground) lui consacrent un album hommage intitulé Songs for Drella (Drella étant l'un de ses surnoms, une combinaison entre Dracula et Cinderella).
- L'astéroïde de la ceinture principale (6701) Warhol lui est dédié.
- Dans la saison 7 d’American Horror Story, il apparaît sous les traits d'Evan Peters.
- En 2000 est créé dans la bande dessinée Disney hollandaise le personnage "Andy Warbol" quasi homonyme à Warhol et lui ressemblant[44].
- En 2024 il apparait dans trois films et une mini-série : Unfrosted : L'épopée de la Pop-Tart (Unfrosted) de Jerry Seinfeld joué par Dan Levy, Weird: The Al Yankovic Story d'Eric Appel sous les traits de Conan O'Brien, The Apprentice d'Ali Abbasi où il est joué par Bruce Beaton et enfin dans Becoming Karl Lagerfeld réalisée par Jérome Salle et Audrey Estrougo, il y est interprêté par Paul Spera.